# Craigslist

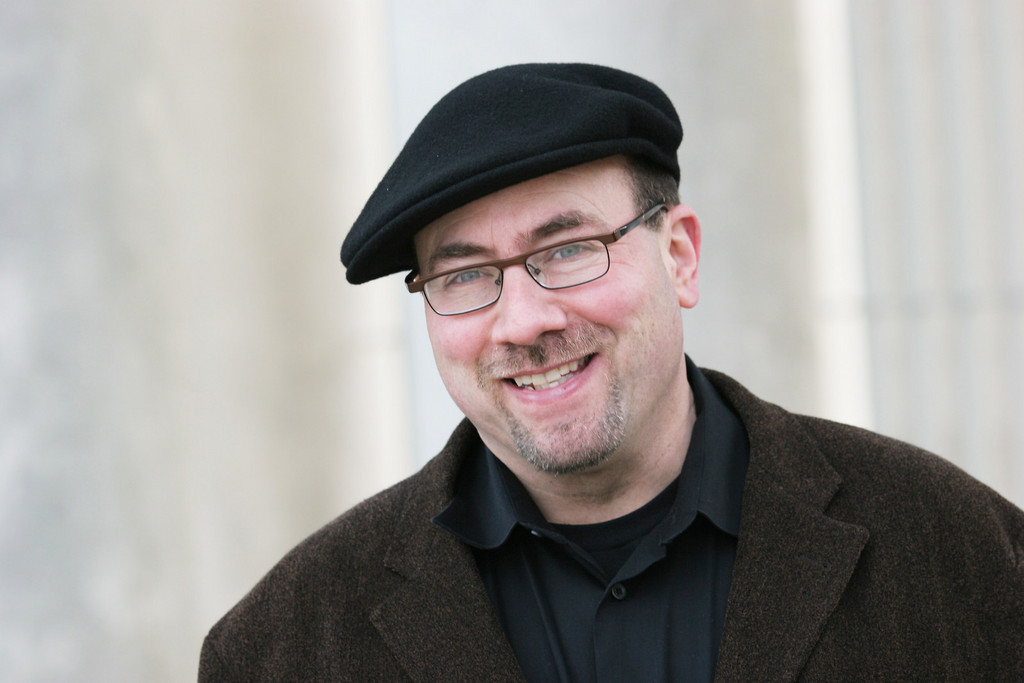
Craig Newmark, fondatore di Craigslist

Craigslist è un portale che ospita annunci dedicati al lavoro, eventi, acquisti, incontri e vari servizi.
Il servizio è stato creato da Craig Newmark nel 1995; inizialmente gli annunci comprendevano soltanto l'area di San Francisco. Nel 1996 è diventato un servizio basato sul web e ha iniziato ad espandersi ad altre città degli Stati Uniti. Attualmente copre circa 70 paesi.

## Nella cultura di massa
- Il 16 giugno 2009 "Weird Al" Yankovic ha pubblicato un singolo intitolato Craigslist, eseguito sulle note di Soul Kitchen dei The Doors.
- Craigslist Joe è un film documentario del 2012, Joseph Garner effettua un viaggio attraverso gli Stati Uniti usando solo contatti tramite Craigslist. Joseph ha trascorso l'intero mese senza usare alcuna forma di valuta e senza nessun conoscente, ma basandosi sulla "gentilezza e generosità" degli utenti di Craigslist.